# Imigração alemã em Santa Catarina

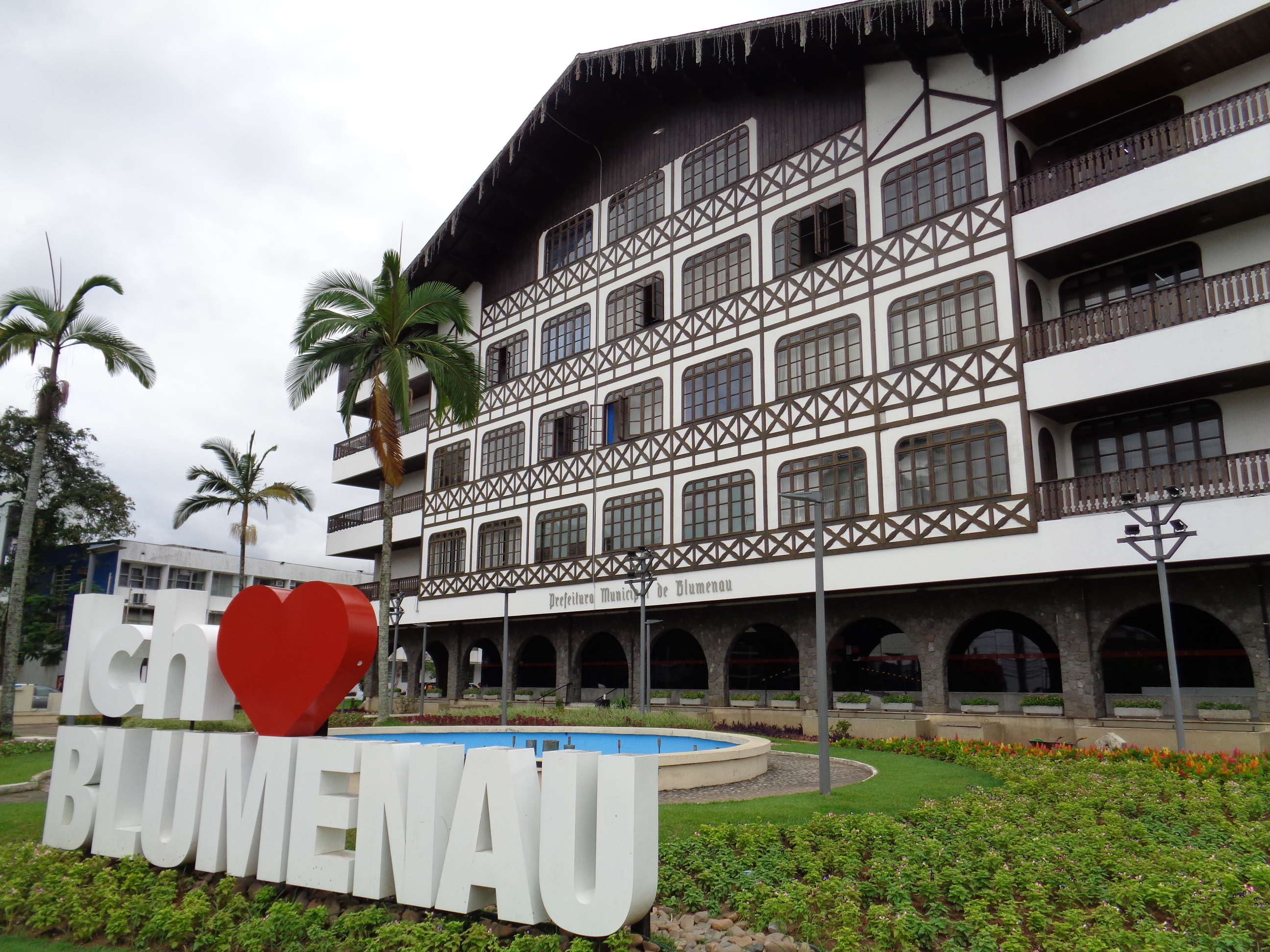
Inscrição Ich liebe Blumenau ("eu amo Blumenau" em alemão) em frente à prefeitura de Blumenau, representando a influência que a colonização alemã teve sobre a cidade.

A imigração alemã em Santa Catarina teve início com a chegada dos primeiros colonos à região em 1828 num grupo com 523 colonos imigrantes católicos, originários da região do Hunsrück, na Renânia, sudoeste alemão, além de mais algumas famílias luxemburguesas. Os primeiros colonizadores alemães instalaram-se em São Pedro de Alcântara. Esta foi a primeira colônia de imigrantes alemães em território catarinense e a segunda colônia alemã da região sul do Brasil. Posteriormente, novas colônias foram fundadas no estado.

## Principais colônias

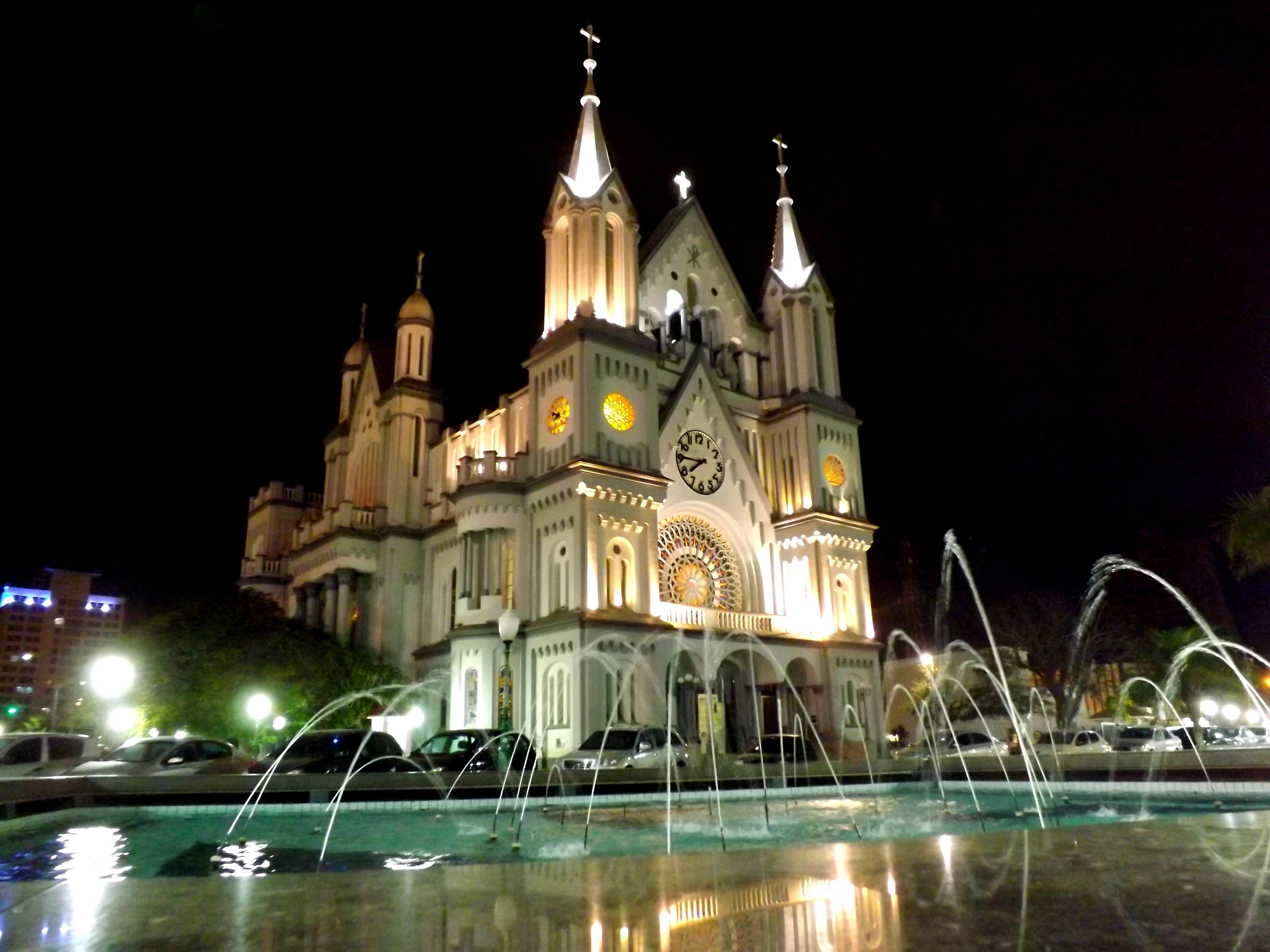
Igreja Matriz de Itajaí projetada por um arquiteto alemão chamado Simão Gramlich e construída pelo Padre José Locks, tendo sua inauguração 15 anos após o início das obras. Sua arquitetura é um mesclado entre os estilos gótico e o romântico Alemão que impressiona a todos, e por isso se tornou em dos cartões-postais da cidade.

### Colônia de São Pedro de Alcântara
Apesar dos primeiros colonizadores alemães terem chegado ao estado em 1828, a primeira colônia que viera a acolher os alemães em Santa Catarina foi fundada somente no ano seguinte, em 1829. Devido a ausência de informações concretas quanto a vinda dos alemães, o governo estadual não havia determinado que fossem derrubadas as matas e que fossem realizadas as construções das estradas que viriam a ser a colônia. Assim, os colonos que chegaram a Desterro, atual Florianópolis, nos navios Marquês de Viana e Luiza, foram alojados provisoriamente na Armação da Lagoinha. Localizada numa região montanhosa, distante apenas 32km da capital do estado, São Pedro de Alcântara acolheu na grande maioria, famílias oriundas do Hunsrück e Eiffel, à época sudeste alemão.
Ao todo, a Colônia de São Pedro de Alcântara acolheu ao longo de sua existência mais de duzentas famílias alemãs, sendo elas: Achtert, Agnes, Ahl, Albers, Alflen, Ambre, Arns, Backes, Balles, Barthes, Bass, Bauer, Baumgarten, Becker, Behrens, Bender, Berg, Bergmann, Besen, Beuren, Beurer, Bins, Bissel, Bläser, Blasius, Boeckler, Bohnen, Bonherts, Born, Bornhausen, Bornhofer, Both, Böttger, Brand, Brandenburger, Braun, Bries, Brüchnem, Brück, Brückenem, Brütner, Bückler, Büdinger, Bühler, Burlschenbusch, Bursliet, Büttinger, Cammer, Cher, Colin, Conradi, Croemer, Dahmann, Danner, De Neuve, Depré, Deschamps, Dewes, Diederich, Diedmann, Dör, Eich, Emmerich, Erz, Esper, Felber, Feltes, Fischer, Franzener, Freiberger, Friedes, Fridrich, Frilhs, Fuchs, Fuhrmann, Gansen, Gebien, Geise, Geissbusch, Gesser, Gödert, Görent, Gorges, Grab, Griele, Grundhöfer, Gysing, Habitzreuter, Hack, Händchen, Hanssen, Haskel, Heck, Heingmann, Heinzen, Henne, Herath, Hermes, Herkes, Hesser, Hoffmann, Holze, Holzer, Horn, Huber, Hutmann, Jakob, Jakobsen, Jäp, Jasper, Jeantié, Juchem, Junk, Junkers, Junklaus, Justen, Kahl, Kehrig, Kenzer, Kerbach, Kich, Kiefer, Kiele, Kirchen, Kirckn, Klasen, Kleger, Klok, Klocker, Kobes, Köche, Kohlen, Kommes, König, Kons, Kremer, Kretzer, Kreusch, Kreutz, Krick, Kroemer, Kron, Kuber, Kuhnen, Laubentahl, Lauer, Laux, Lee Fleuer, Lennhardt, Lenz, Lesseln, Lieser, Loch, Lohn, Lohr, Longen, Lorich, Lucas, Ludwig, Mannebach, Mannerich, Mannes, Martendahl, May, Meier, Meinschein, Mergener, Merger, Merges, Mertens, Meurer, Michels, Milwerstedt, Müller, Münnich, Münter, Muthmann, Nau, Neckel, Neiss, Netver, Neumann, Orels, Ostermann, Otto, Palm, Pauli, Payeken, Peters, Petri, Petry, Pfeiffer, Philippi, Pies, Pirmassing, Plancl, Plevoets, Preis, Pretz, Prim, Pudinger, Pütz, Radat, Rausch, Reichert, Reinadus, Reinert, Reiter, Remackles, Rengel, Reuter, Richard, Rinkus, Rohden, Rohles, Rohrs, Rosar, Rothanermel, Rübler, Ruöte, Ruppel, Sabel, Salis, Schäfer, Scharf, Schauren, Scheid, Schell, Schenk, Scherer, Schiff, Schimke, Schmidt, Schmitt, Schmitz, Schneid, Schneider, Schnitzler, Schock, Schreiner, Schroeder, Schmacher, Schütz, Schwabe, Schwartz, Schwarz, Schweitzer, Sens, Sensheim, Sepular, Sesterhenn, Sieglin, Simonis, Soechting, Spengler, Stähelin, Stein, Steinbach, Steins, Stock, Stoll, Theiss, Theissen, Thomas, Tiegendorf, Tildris, Trierweiler, Van Bursliet, Von Kurz, Vicker, Vürtz, Wagner, Waldorf, Waldrich, Weber, Weinand, Welter, Werner, Westrup, Wiedrick, Wiewe, Wild, Wilhelm, Will, Wilvert, Winter, Wirschem, Wolf, Wollscheid, Zerpes, Ziegler, Zimmer, Zimmermann e Zischer.

### Colônia Santa Isabel
Outra importante colônia instalada em Santa Catarina, ano de 1847, foi a Colônia Santa Isabel. A grande maioria dos imigrantes alemães que chegaram a Santa Isabel, eram agricultores e pessoas humildes do estado alemão da Renânia-Palatinado. Os alemães eram praticantes de duas fés distintas: a católica e a luterana. Geograficamente, a colônia se localizada próxima ao antigo Caminho das Tropas, por onde passavam os tropeiros que faziam os itinerários do planalto serrado ao litoral catarinense. O nome "Santa Isabel" é uma homenagem do Governo à então Princesa Isabel. Além da sede colonial, o qual era tido como um local excessivamente montanhoso e que era impróprio para a agricultura, foram povoadas as linhas coloniais de Löffelscheidt e Primeira Linha. Na década de 1860, o Governo ao perceber que a colônia crescia apenas internamente, por meio de incentivos e trabalhos da população que fora recebida somente até 1851, resolvera trazer uma nova onda migratória para Santa Isabel. Por estes motivos, o núcleo foi ampliado e submetido ao regime colonial com a vinda de novos alemães, tendo sido instaladas novas linhas coloniais, das quais citam-se: Segunda Linha, Terceira Linha, Quarta Linha, Quinta Linha, Rancho Queimado, Linha Scharf e Taquaras.
Decorridos vinte anos de sua fundação, em 1867 o comissário imperial, Ignácio da Cunha Galvão, visitou as propriedades da colônia e em relatório elencou o estágio de seu desenvolvimento. Em seus pareceres, disse "tão desanimador estado da colônia". O Governo Imperial ao tomar conhecimento dos apontamentos do comissário sugeriu que fosse promovida a migração dos colonos descontes, bem como depois realizar a emancipação colonial. À época, o diretor colonial Theodor Todeschini foi instruído por seus superiores a conceder títulos provisórios de propriedade aos imigrantes, o que foi feito no ano seguinte, em 1868. Tais documentos eram bilíngues, contendo além do brasão de armas imperial, a designação e localização dos lotes, os quais serviam como uma garantia no sentido de aquisição de propriedade, com o pagamento integral de sua importância, bem como tudo que dever à Fazenda Nacional e provado que tenha tido no mesmo lote um ano, pelo menos, de residência habitual e cultura efetiva. Esses títulos serviram para ser uma forma de pré-emancipação colonial.
Na data de 28 de maio de 1869, o Ministério dos Negócios da Agricultura e Obras Públicas remeteu ao Presidente Provincial de Santa Catarina, um ofício contendo algumas determinações que deveriam ser postas em prática que trariam grande impacto entre os imigrantes, dentre as quais havia a ordem de exoneração dos funcionários coloniais. Após realizar o determinado, o Presidente Provincial, Carlos Augusto Ferras de Abreu, em 11 de junho daquele mesmo ano, através da Lei Provincial nº 628, declarou a colônia emancipada. Assim, houve a inviabilização de fato para que Santa Isabel se desenvolvesse social e economicamente. Em partes, isso estimulou que muitos imigrantes que, agora estavam lançados a própria sorte, rumassem para outras comunidades de Santa Catarina.

### Colônia Itajahy
O surgimento da Colônia Itajahy se deu em 1860, quando o Governo Imperial Brasileiro determinou que o Presidente Provincial de Santa Catarina, Francisco de Araújo Brusque, desse inicio a colonização da região do Rio Itajaí-Mirim. Com o viés de obedecer as ordens superiores, fundou-se a colônia em 04 de agosto daquele mesmo ano. O diretor colonial foi o Barão Von Schneéburg, ex-membro da cavalaria austríaca que havia chegado ao estado na companhia de outros 54 colonos. As primeiras dez famílias que se assentaram na Colônia Itajahy foram: Hoefelmann, Wilhelm, Neuhaus, Scharfenberg, Ortmann, Boiting, Morsch, Ostendarp, Walther e Richter. Posteriormente, outras três ondas migratórias foram recebidas na colônia, totalizando a quantia de 290 adultos, 116 menores e 90 famílias. Em se tratando do primeiro grupo que lá se assentou, estes encontraram uma região densamente povoada, não apenas pelos nativos, mas por outros alemães recém-chegados que resolveram se aventurar. Um deles era o Pedro José Werner, conhecido como Vicente Só. Já haviam três engenhos de serra, pertencendo cada qual, respectivamente aos senhores Pedro José Werner, Sr. Sallentien, e Paulo Kellner. Também Reinhold Gaertner, sobrinho do Dr. Blumenau, era proprietário de um imóvel na região.
Passados alguns anos de sua fundação, no ano de 1867 fora instalada a Colônia Príncipe Dom Pedro, distante em média 6km da sede de Brusque. Colonos vindos da América do Norte ocuparam aquelas novas terras. Ocorre que este projeto de colonização não prosperou ante a má gestão do Governo. Isso ocasionou com que muitos migrantes marchassem para outras localidades, e com isso o território da nova colônia foi anexado a Itajahy, passando a ser conhecida como Colônia Itajahy-Brusque. Isso se deu em 06 de dezembro de 1869. Com o passar dos anos, houve um drástico declínio na vinda de famílias germânicas, tentando-se então que fossem fixados poloneses, não obtendo êxito. Já a partir dos anos de 1875, o território passou a ser ocupado pelos imigrantes italianos que chegaram ao estado.

### Colônia de Teresópolis
Instituída pelo Governo Imperial em 03 de junho de 1860 no Vale do Cubatão, ao longo de sua existência Teresópolis recebeu inúmeros alemães católicos e luteranos. Praticamente todos os alemães que lá se assentaram, tinham raízes nas regiões da Renânia-Palatinado e Renânia-Westfália, estados alemães. Foram trazidos e transportados pela Companhia Steinmann, sediada na Antuérpia. Ainda em 1860, a colônia recebera outro grupo de alemães, mas desta vez vindos do sudeste brasileiro: eram trabalhadores de plantações de café, chamados de Die Kaffeepfluecker, trazidos da Europa por fazendeiros produtores de café. Durante muitos anos de sua existência, Teresópolis foi comandada por Theodor Todeschini, e, inclusive seu nome é uma homenagem à Imperatriz Teresa Cristina. Incontáveis levas imigratórias foram recebidas por Teresópolis, o que fez com que seus limites se expandissem, criando novas linhas coloniais. Além da sede, haviam: Rio do Cedro, Rio Miguel, Rio Cubatão, Rio Novo, Rio Salto e Alto Capivari. Nestas linhas os colonos adquiriram terrenos, cuja extensão era de 100 braças de frente por 1000 de fundos, enquanto o preço era fixado pela Companhia Steinmann, equivalendo a 3 réis a braça quadrada.
Desde os seus primeiros momentos de existência, Teresópolis demonstrou ser um importante centro comercial, administrativo e religioso. Inclusive, foi lá que se iniciou o movimento conhecido como Restauração da Província Franciscana da Imaculada Conceição do Brasil, da Ordem dos Frades Menores, denominados de franciscanos. Os padres Guilherme Roer, Francisco Topp, João Batista Steiner e Augusto Schwirling são alguns dos quais marcaram fortemente a vida religiosa dos moradores de Teresópolis. Seguindo o exemplo de outras colônias instituídas em Santa Catarina, os terrenos de Teresópolis eram localizados em regiões montanhosas e pedregosas, de difícil desenvolvimento para a agricultura. Apesar disso, até 1863 sua produção tinha como base exclusivamente o cultivo de batata, milho e feijão. Outras produções bastante vantajosas em outros pontos do Brasil, como cana-de-açúcar, algodão e café, não se adaptaram ante as condições climáticas.

### Colônia Blumenau

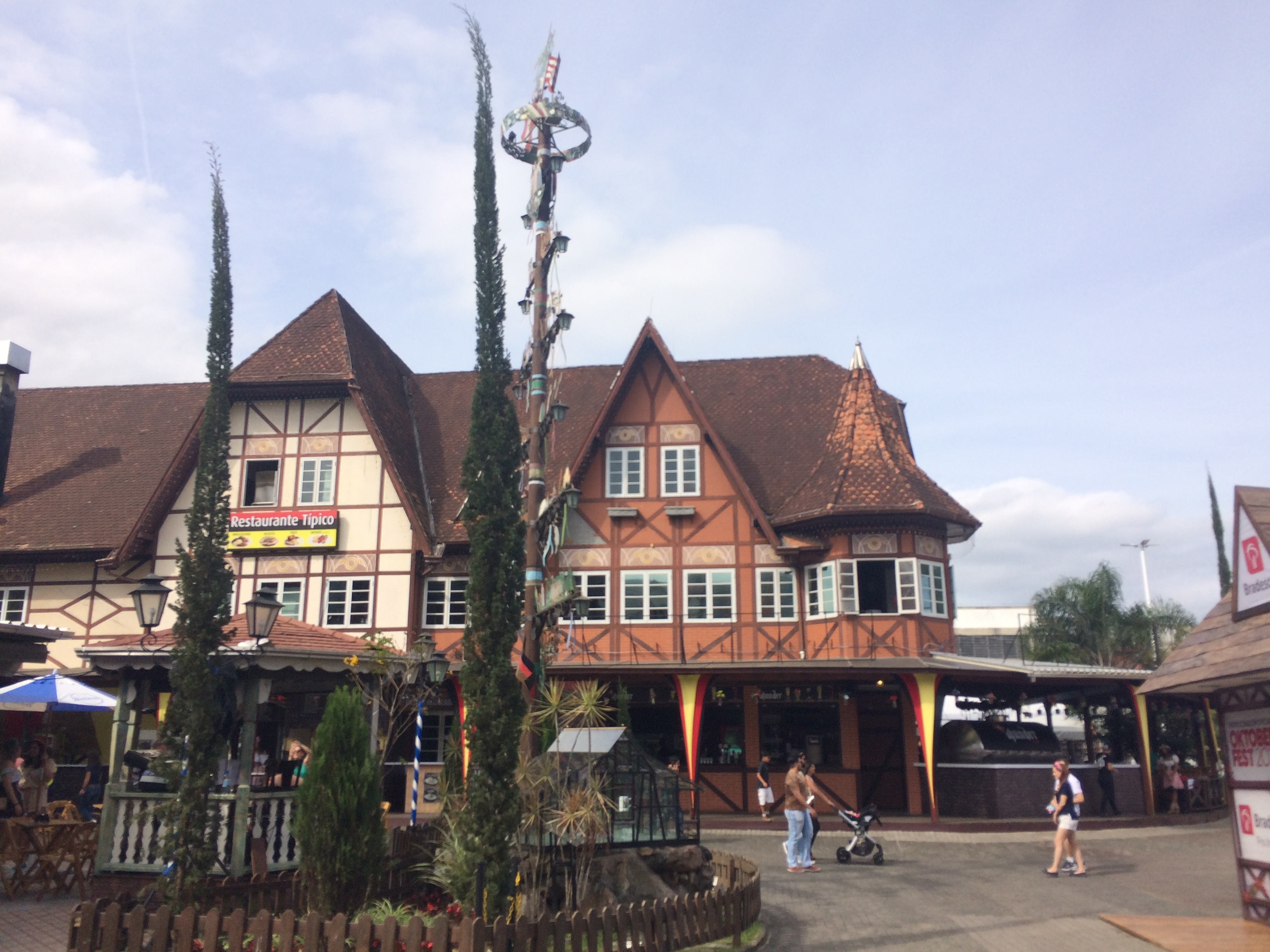
Vila Germânica em Blumenau.

A história de Blumenau começa na Alemanha, impulsionada pelas decisões e ambições de um jovem chamado Hermann Bruno Otto Blumenau. Influenciado por naturalistas e, em particular, pela família Müller, Hermann começou a se interessar pelos aspectos naturais, o que despertou sua curiosidade em conhecer a América. Durante a primeira metade do século XIX, muitos alemães migravam para a América do Norte e, em menor número, para o Brasil. Nascido em Hasselfelde, no Ducado de Brunswick, em 26 de dezembro de 1819, Hermann cresceu em um contexto marcado por mudanças políticas na Alemanha, que estava sob domínio francês e atravessava um processo de unificação. Ele estudou na escola local até os 10 anos e, após contrair uma doença que afetou sua audição, mudou-se para a capital do ducado para continuar seus estudos. Em 1842, aos 23 anos, Hermann foi convidado a trabalhar em uma fábrica de produtos químicos, onde conheceu personalidades importantes como Alexander von Humboldt. Influenciado por essas novas amizades e pela crescente emigração, Hermann decidiu explorar a possibilidade de se mudar para a América. No final de 1843, ele conheceu o Cônsul Geral do Brasil na Prússia, que compartilhou histórias sobre o Brasil e suas promessas de acolher imigrantes para povoar o Sul do país.
Em 1846, Blumenau viajou para o Brasil com o apoio da Sociedade de Proteção aos Emigrados Alemães, com o objetivo de investigar a situação dos imigrantes. Chegou ao Brasil em junho de 1846 e, em vez de se concentrar em relatar as condições dos compatriotas, começou a planejar sua própria colônia. Ao mesmo tempo, outros imigrantes, como a família Wagner, estavam se estabelecendo na região do Vale do Itajaí. Hermann Blumenau fundou sua colônia em 1850, adotando um modelo de colônia agrícola privada, em um momento em que as leis de terras estavam mudando no Brasil. As novas colônias eram administradas de forma a aceitar tanto moradores locais quanto imigrantes, com terras inicialmente cedidas sem custo. No entanto, a realidade das promessas feitas aos imigrantes nem sempre correspondia ao que foi divulgado, e muitos enfrentaram dificuldades após a chegada. Assim, a trajetória de Hermann Blumenau e a fundação da Colônia Blumenau refletem não apenas a busca por novas oportunidades, mas também as complexidades da imigração e colonização no Brasil do século XIX.
Após se estabelecerem em suas terras e com a chegada de outros membros da família, Johann Peter Wagner e os homens da comunidade construíram uma capela dedicada a Nossa Senhora da Conceição. Na década de 1840, Hermann Blumenau, representante da Sociedade para a Proteção dos Imigrantes Alemães, visitou a família Wagner acompanhado do balseiro Ângelo Dias e de seu sócio Ferdinand Ernst Friedrich Hackradt. Durante essa visita, Blumenau recebeu uma doação de terras em nome da Sociedade, destinada ao seu negócio privado, embora o plano inicial não se concretizasse. Em vez disso, ele decidiu formar uma sociedade com Hackradt, um comerciante de Nossa Senhora do Desterro, para defender seus interesses enquanto buscava imigrantes na Alemanha. A empresa, chamada Blumenau & Hackradt, visava desenvolver uma colônia agrícola, e o Marechal Antero concedeu terras nas proximidades do Ribeirão Garcia, totalizando cerca de 150.000 jeiras. Enquanto Blumenau estava na Europa, Hackradt ficou na região para preparar o local, construindo ranchos e realizando plantações. Durante uma visita à família Wagner, Blumenau registrou informações importantes para seu empreendimento. Os vizinhos locais, entusiasmados com a fundação da colônia, ofereceram apoio, incluindo trabalhadores da região de Belchior.
Na primeira expedição de reconhecimento, Blumenau e Hackradt subiram o Rio Itajaí Açu com Ângelo Dias, um canoeiro experiente. Eles dividiram o grupo para explorar diferentes áreas, e acredita-se que Hackradt tenha descoberto o Ribeirão do Testo, futuro local de Pomerode. Após dois dias, prometeram retornar, mas a empreitada enfrentou dificuldades. Hackradt, em desacordo com o método de Blumenau, decidiu deixar a sociedade, alegando problemas com a construção do engenho e a baixa demanda por tábuas serradas. Dois anos depois, Blumenau retornou à região, mas encontrou a foz do Ribeirão da Velha abandonada, com apenas algumas cabanas e um engenho de serra não operante. A chegada de 17 imigrantes alemães em 1850, parte de um grupo maior, marcou o início da colônia. A família Wagner, que já tinha laços com Blumenau, colaborou, trocando bens e experiências, enquanto novos profissionais chegaram para apoiar o desenvolvimento.
Os primeiros 17 trazidos por Hermann Blumenau foram: Reinhold Gaertner, Franz Sallenthien, Paul Kellner, Julius Ritscher, Wilhelm Friedenreich, Minna Friedenreich, Clara Friedenreich, Alma Friedenreich, Daniel Pfaffendorf, Friedrich Geier, Friedrich Riemer, Erich Hoffmann, Andreas Kuhlmann, Johanna Kuhlmann, Maria Kuhlmann, Christine Kuhlmann e Andreas Boettcher. Este grupo era composto por ferreiros, agrimensores, agricultores, carpinteiros, marceneiros, dentre outros. Assim, em setembro de 1850, a Colônia Blumenau começou a tomar forma, com a fundação oficialmente comemorada em 28 de agosto de 1852, e seu 25º aniversário celebrado em 28 de agosto de 1877.
Os primeiros imigrantes que chegaram à nova colônia eram da tradição luterana. Assim que desembarcaram, começaram a construir ranchos, realizar derrubadas, limpar terrenos e plantar. Desde o início, contaram com o apoio de famílias que já residiam na região, incluindo 17 famílias de imigrantes alemães que viviam nas localidades de Pocinho e Belchior, a apenas 4 quilômetros rio abaixo da sede da colônia, o Stadtplatz. Os antigos moradores, como os Wagner, que já estavam estabelecidos na área há pelo menos quatro anos, ajudaram os recém-chegados com dicas e adaptações locais. Eles possuíam propriedades com hortas, pomares, roças e criavam vacas, porcos e galinhas, o que foi fundamental para a integração dos novos imigrantes. Entre as famílias da Colônia São Pedro de Alcântara que prestaram grande auxílio aos 17 pioneiros da Colônia Blumenau, destacam-se: Georg Schmidt, Ludwig Werner (roceiros), Johann Händschen, Jacob Villain (ferreiro), Georg Wagner, Ludwig Wagner, Antonio Händschen, Josef Sesterheinn, Peter Lukas, Nikolau Deschamps, Valentim Theiss, entre outros. Todos contribuíram de diversas maneiras, oferecendo suporte e assistência durante os primeiros desafios.

### Colônia Dona Francisca

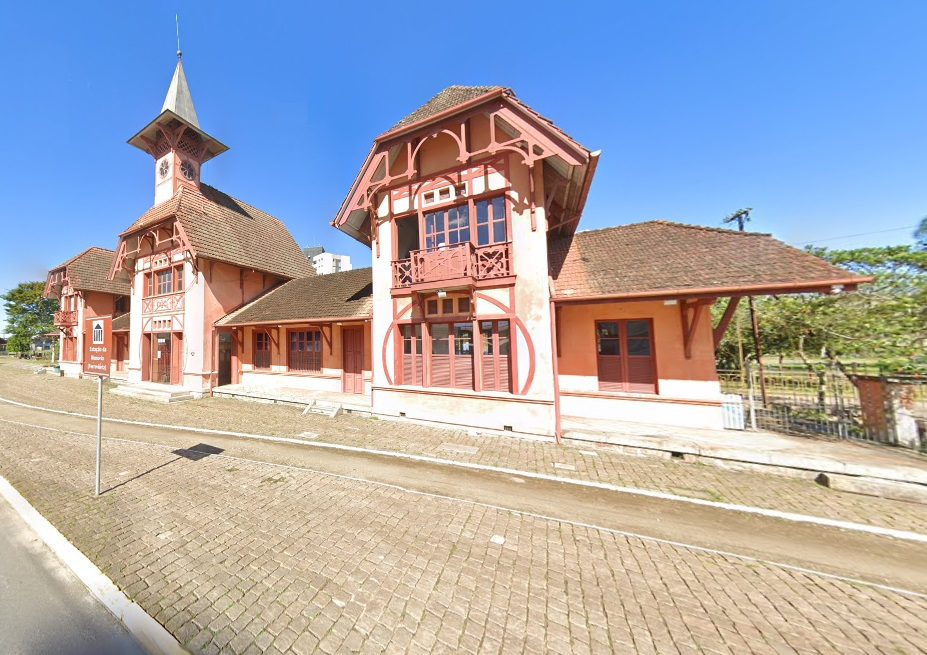
Estação da Memória de Joinville.

A história da Colônia Dona Francisca, que futuramente viria a se tornar a maior cidade de Santa Catarina, tem início em 1º de maio de 1843, quando ocorreu o casamento da princesa Francisca Carolina, irmã de D. Pedro II, com o príncipe François de Orléans (Príncipe de Joinville), filho de Luís Felipe, rei da França. Como parte do dote, o casal recebeu 25 léguas quadradas de terras na margem direita do Rio São Francisco, na Vila de mesmo nome, na região nordeste catarinense. Para explorar economicamente essas terras, no início de 1849, o príncipe de Joinville enviou Louis François Léonce Aubé a Hamburgo, com o objetivo de negociar parte do dote com empresários e políticos locais interessados na emigração alemã para o sul do Brasil. Em Hamburgo, Aubé se encontrou com o senador Christian Matthias Schröder, proprietário da empresa Christian Matthias Schröder & Co., que teve um papel crucial no comércio entre Brasil e Hamburgo, especialmente na importação de café e açúcar, além de atuar na contratação de colonos europeus. Após negociações prolongadas, o príncipe cedeu 8 das 25 léguas quadradas de terras ao senador, que fundou a ACH (Companhia de Colonização de Hamburgo) para colonizar e comercializar as terras adquiridas.
Inicialmente, o príncipe reservou para si o direito de explorar as 17 léguas restantes, acreditando que o valor das terras aumentaria com o crescimento populacional e as melhorias em escoadouros e vias de comunicação. Ele também manteve 5 hectares na área urbana e 500 hectares no distrito rural da futura colônia Dona Francisca. Em 1851, a ACH fundou a colônia Dona Francisca, que se tornaria um dos principais núcleos coloniais do Brasil no século XIX. Entre 1851 e 1855, a venda de terras e ganhos com edificações foram estimados em 318 mil marcos hamburgueses, enquanto os gastos somaram 243 mil marcos, prevendo um lucro de 150 mil marcos. No entanto, logo se tornou claro que essas expectativas eram excessivamente otimistas. Preocupada com o futuro da colônia, a ACH pediu ao procurador J. C. Nagel que informasse o ministro Visconde de Olinda sobre a situação crítica. Em uma carta de 8 de maio de 1854, Nagel alertou que, sem apoio financeiro do governo brasileiro, a ACH não conseguiria continuar a colonização, o que poderia gerar repercussões negativas na Europa, especialmente nos estados alemães, afetando a colonização e a modernização do Brasil.
Essa carta serviu como introdução ao pedido formal de auxílio financeiro da ACH ao governo brasileiro, fundamentado em um pró-memória assinado por Friedrich Gültzow, diretor da empresa colonizadora. Apesar das expectativas em relação aos resultados potenciais da colonização das terras de Dona Francisca e das advertências dos dirigentes da ACH sobre as repercussões negativas que o fracasso da colônia teria na Europa, especialmente nos estados alemães, o governo brasileiro, inicialmente, não ofereceu nenhum auxílio financeiro à empresa colonizadora. O príncipe de Joinville, em uma carta ao conselheiro e mordomo da Casa Imperial, Paulo Barbosa da Silva, expressou sua preocupação de que, sem o apoio do governo, a colônia Dona Francisca estava destinada ao fracasso. Na correspondência, o príncipe manifestou sua apreensão sobre o futuro da colônia, onde investira uma soma significativa de recursos, esperando lucrar com a valorização das terras que ainda lhe pertenciam. Ele escreveu:
“O futuro de minhas propriedades é, em miniatura, o futuro do Brasil. Se a colonização europeia se conduzir nessa direção, o futuro do Brasil estará assegurado. As circunstâncias são favoráveis. [...] É preciso que os que devem recrutar os colonos e transportá-los obtenham nessa operação benefícios imediatos suficientes. Falo intencionalmente imediato. Com efeito, nos tempos normais os negociantes contentavam-se, quando uma transação é segura, com vantagens sucessivas. Assim, a casa de Hamburgo, com a qual eu havia contratado a colonização, contentava-se, a princípio, com a remuneração representada por concessões de terras, com as quais ela contava especular e auferir lucros futuros. Hoje em dia, ainda que já exista na colônia um núcleo populacional que confere certo valor às terras que nada valiam, ela se recusa a continuar a transação e continuá-la nas condições em que fora estabelecida. Vejo-me, assim, ameaçado de ver interrompida a corrente imigratória e, talvez, em consequência declina e padeça o começo de colônia que havíamos formado ( Joinville, 1855, tradução nossa, grifo no original)
Temendo os prejuízos decorrentes do fracasso da colônia, o príncipe de Joinville pediu a Paulo Barbosa que buscasse junto às autoridades brasileiras os meios para manter e continuar a empresa da colonização. Em resposta, D. Pedro II informou que havia conversado com o ministro Luiz Pedreira do Coutto Ferraz, que se comprometeu a consultar seus colegas sobre o que poderia ser feito. Pouco depois, em abril de 1855, Manoel Felizardo de Souza e Mello, diretor da Repartição Geral de Terras Públicas, chegou a Dona Francisca com a missão de avaliar as condições da colônia. Em 13 de junho de 1855, reconhecendo que o progresso de Dona Francisca se retardava e que o mau resultado que disso proviesse teria influência poderosa. Contra a colonização em geral, o governo brasileiro assinou o primeiro de uma série de contratos que garantiram o financiamento de grande parte dos investimentos na colônia, bem como o transporte de uma parcela significativa dos imigrantes europeus que desembarcaram em Dona Francisca. É importante destacar que, entre 1855 e 1859, o governo brasileiro investiu cerca de 190 contos de réis na colônia, enquanto a comercialização das terras e a administração da colônia permaneceram sob total controle da ACH.
Em conclusão, após a falha da ACH em obter auxílio financeiro do governo brasileiro para sustentar a colonização das terras de Dona Francisca, o príncipe de Joinville utilizou sua influência e parentesco com D. Pedro II para solicitar o apoio indispensável do governo à colônia. Assim, sem o interesse particular e a influência do príncipe de Joinville, além do auxílio financeiro do governo, a colônia Dona Francisca poderia ter se tornado uma experiência efêmera, em vez de um dos mais importantes núcleos coloniais de Santa Catarina e do Brasil no século XIX. Esse fato é digno de nota, pois desafia a ideia amplamente divulgada na historiografia de que o sucesso da colônia foi alcançado sem a necessidade de grandes favores do governo brasileiro, uma vez que se tratava de um empreendimento privado, organizado e dirigido por uma significativa sociedade de empresários alemães.
A colônia Dona Francisca foi composta por imigrantes germânicos de diversas origens, incluindo alemães de várias províncias (antigos reinos, ducados e principados anteriores à unificação alemã de 1871), principalmente do norte, nordeste e região central do território que hoje corresponde à Alemanha e à Polônia. Além disso, suíços e imigrantes de outras áreas, como os do sul da Alemanha (bavários, suábios, badenses, entre outros), assim como indivíduos do antigo Império Austro-Húngaro, formaram um grupo significativo. Teuto-russos e até escandinavos também se estabeleceram na colônia.
Da colônia Dona Francisca, surgiram vários municípios prósperos resultantes da colonização e imigração alemã, como Joinville (a cidade matriz dessa colônia), São Bento do Sul e a região do Vale do Itapocu, onde Jaraguá do Sul é considerado o município matriz.

## Sul catarinense

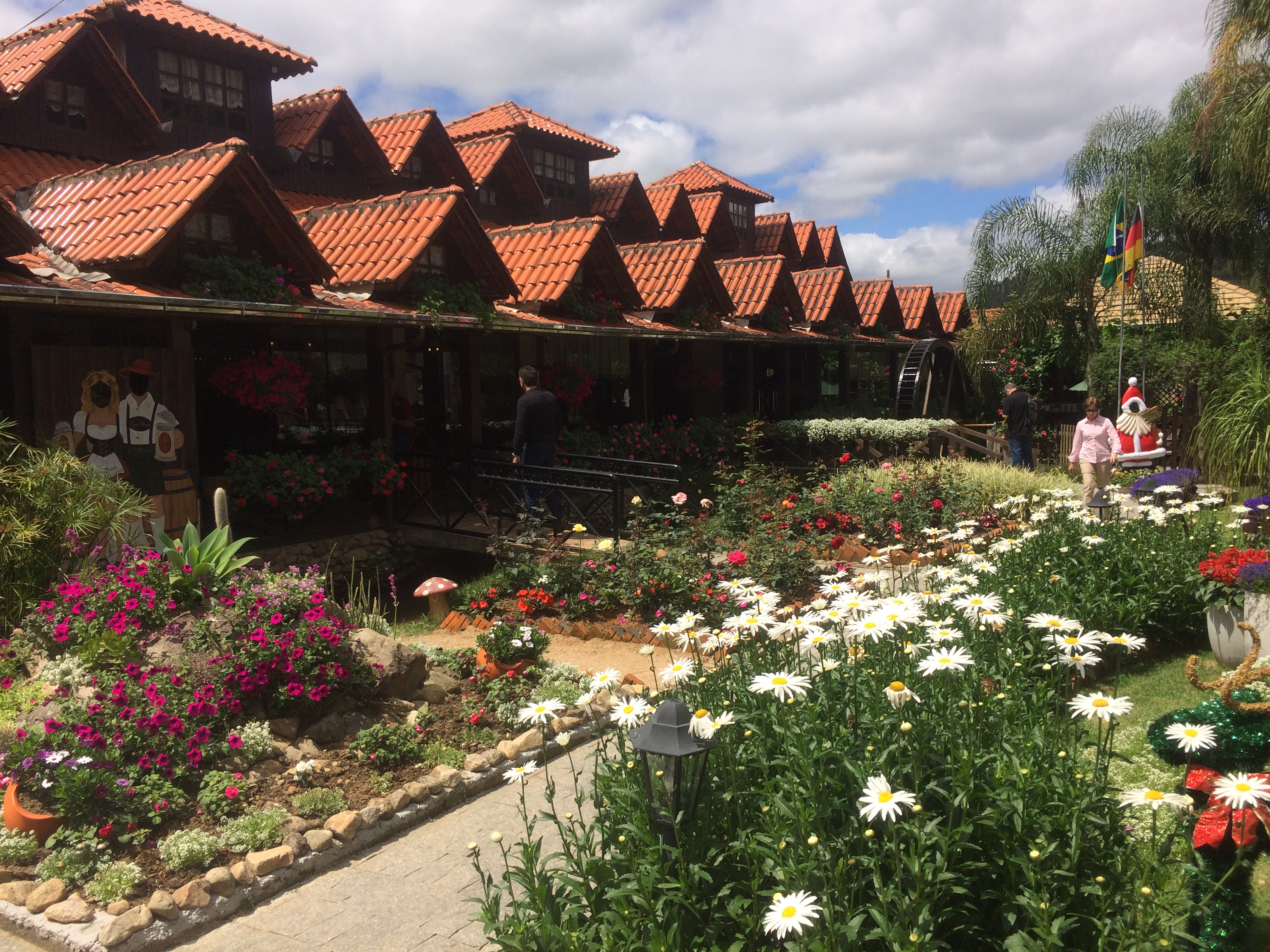
Construção típica em São Martinho.

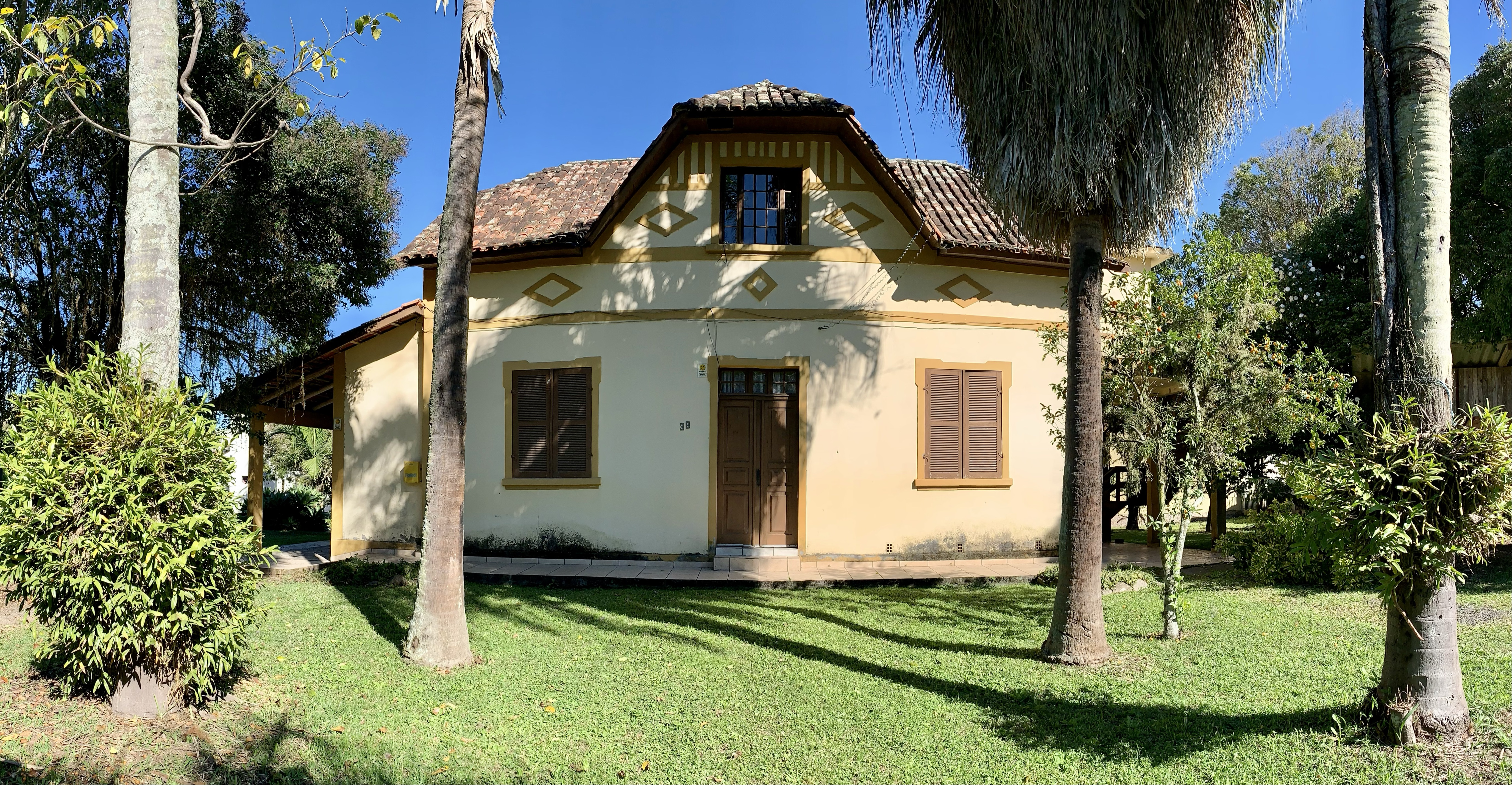
Casa em estilo colonial da família Arns, em Forquilhinha.

O Sul do estado teve colonização alemã variada: foram colonos vindos da "colônias velhas" catarinenses (região da grande Florianópolis), colonos das "colônias velhas" gaúchas e ainda algumas famílias vindas diretamente da Europa. Sendo que nessa região, o destaque maior é para colonos vindos da colônia Teresópolis, que desceram até o vale do rio Capivari, em grande parte vindos da região da Vestfália. Cita-se como exemplos de municípios que no passado receberam estas famílias, as localidades de São Martinho, Forquilhinha, São Ludgero, Braço do Norte, Rio Fortuna, dentre outras.

## Oeste catarinense
O oeste catarinense foi colonizado e explorado em" grande escala" da década de 1910 em diante (grande fluxo a partir da década de 1930) em maioria por "alemães" ja nascidos no Brasil. Eram em grande parte já da terceira geração brasileira descendente dos imigrantes alemães colonizadores das "colônias velhas" do Rio Grande do Sul ,colonizadas entre 1824 a fins da década de 1850.Estes colonos em grande parte (se não todos) vinham em direção ao oeste pela escassez de terras disponíveis no RS e quando do advento da abertura dessas "colonias novas" milhares de "alemães-gauchos" não perderam tempo em colonizar.
No oeste a colônia "Dreizehnlinden" atual cidade de Treze Tílias foi uma raridade por ter sido fundada e colonizada quase que exclusivamente por colonos vindos diretamente da Europa, eram austríacos (com destaque para os tiroleses).

## Legado da cultura alemã no estado
Há uma diversidade cultural e de costumes entre os próprios imigrantes e seus descendentes. São distintos dialetos, ramos profissionais, hábitos e práticas religiosas. É nítida também a diferença entre os próprios colonizadores no tocante as danças, idioma, culinária, religiosidade, vestuário e folclore, o que pode ser explicado devido as suas regiões de origem. Santa Catarina conta com um forte legado deixado pelos pioneiros alemães nos mais variados campos. 

### Idioma alemão
Muitos idosos ainda hoje preservam a língua alemã em seu cotidiano. O estado também incentiva que estes traços culturais sejam preservados. Cita-se como exemplo o município de São João do Oeste, que foi eleito a capital catarinense da língua alemã, conforme a Lei Estadual nº14.467/2008. Isso porque, o ensino da língua alemã foi introduzida no currículo escolar das séries iniciais nas escolas municipais, assim como o português e o inglês. Mas a tradição e a língua germânica também estão presentes no comércio, na arquitetura e na cultura do município. À época da promulgação desta lei, quase 93% da população do município era falante da língua alemã e 97,5% compreendia. Em relação, ao português 97,5% falavam a língua e 100% entendia. Outro município que também possui na grade curricular o idioma alemão é Pomerode. Em 2011, o ensino bilíngue passou a ser oferecido de forma optativa, a partir do segundo ano do ensino fundamental, duas vezes por semana, no período de contraturno. O estado também conta com um dialeto alemão próprio, chamado Katarinensisch. Ao todo, cerca de 200 mil pessoas falam o dialeto.

### Oktoberfest de Blumenau
A Oktoberfest é uma celebração que ocorre anualmente na cidade de Munique, Alemanha. A história das comemorações iniciou em 1810, como uma forma de celebrar o casamento do Príncipe Ludwig I com a princesa Theresa de Sachsen-Hildburghausen. A tradição no Brasil se manteve viva dentre os descendentes dos colonizadores alemães, principalmente em municípios que receberam grandes levas migratórias. Com destaque, a Oktoberfest de Blumenau é a maior dessas festividades, a segunda maior festa germânica do mundo e a maior das Américas. A primeira Oktoberfest de Blumenau foi realizada no ano de 1984, no antigo Pavilhão A da Proeb, atualmente Parque Vila Germânica. Já na primeira edição, foram contabilizadas ao todo 102 mil pessoas. O município de Blumenau almejou a instituição da festa como uma forma de superar uma das grandes cheias do Rio Itajaí-Açú que devastou a região naquele ano. O principal objetivo era angariar fundos para reconstruir a cidade. Conforme dados da Secretária Municipal de Turismo e Lazer, a primeira Oktoberfest de Blumenau contou a participação de 102 mil pessoas, as quais beberam 103 mil litros de chope, além de que o comércio vendeu ao todo 12 toneladas de alimentos. Nos dias que correm, as comemorações duram ao todo 19 dias, sendo disponibilizado ao público mais de 150 pratos típicos tradicionais germânicos, como bretzel, strudel de maçã, spätzle de linguiça, rollmops, dentre tantos outros.

### Vale Europeu
No ano de 1999 um grupo de empresários de várias cidades da região turística Vale Europeu, reuniram- se para discutir e planejar o desenvolvimento do turismo regionalizado e fundaram a Associação de Desenvolvimento do Turismo do Vale Europeu. Durante o processo de implantação do projeto em 2005, viu-se a necessidade da criação de um órgão gestor para a sustentabilidade e idealização de projetos, sendo direcionado ao Consórcio Intermunicipal do Médio Vale do Itajaí – CIMVI a necessidade da criação desse serviço. Desta forma foi apresentado ao consórcio o planejamento de unir as cidades em um único produto turístico para o fortalecimento desse setor. Assim foi criado a gestão de turismo que no decorrer dos anos criou circuitos e roteiros dos atrativos existentes em todas as cidades consorciadas. Os circuitos de Cicloturismo e do Caminhante, foram criados a partir de 2006, projeto este resultado do trabalho em conjunto do poder público e iniciativa privada, que possibilitaram a estruturação e promoção dos atrativos. Este circuito está programado para ser realizado em nove dias, mas permanecer por mais dias lhe possibilitará conhecer os atrativos turísticos culturais e naturais da região do Vale Europeu. Está localizado na região do Médio Vale do Itajaí. O vale é composto pelos municípios de Apiúna, Ascurra, Benedito Novo, Botuverá, Doutor Pedrinho, Guabiruba, Indaial, Luiz Alves, Pomerode, Rio dos Cedros, Rodeio e Timbó. É nacionalmente conhecido pelos circuitos de caminhada e ciclismo. O circuito da caminhada possui uma extensão de mais de 200km, percorrendo por estradas de terra nas áreas rurais das cidades, além de ser autoguiado e sinalizado com setas e pedras, bem como placas espalhadas pelo percurso.
O Vale Europeu por si só inspira charme e convida o turista a mergulhar em uma atmosfera nostálgica que remete à cultura dos imigrantes europeus que trouxeram consigo a arte dos ofícios passados de geração em geração. A arquitetura e a religiosidade convidam os visitantes a vivenciar as raízes da colonização do Vale Europeu. São diversas obras arquitetônicas singulares que têm forte relação com a religiosidade. Conhecer os museus e os centros de cultura do Vale Europeu é se encantar com a história. É refletir sobre o seu modo de vida, as suas tradições e apreciar as variadas artes e ofícios de artistas contemporâneos. O local conta com um charmoso passeio de Maria Fumaça em um trecho remanescente da antiga Estrada de Ferro Santa Catarina. Há cervejarias artesanais que estão abertas para visitação onde é possível conhecer o processo de produção e degustar os mais variados sabores. As cervejarias resgataram a forma natural de fabricar a cerveja, herança dos primeiros imigrantes alemães que se estabeleceram em Pomerode, a cidade mais alemã do Brasil. O idioma também é destaque nesta região colonizada principalmente por alemães e que, ainda hoje, mantêm tradições, costumes e sotaque.

### Rota do Enxaimel
O Enxaimel é uma técnica construtiva que se desenvolveu em muitos locais do mundo, de forma independente. Porém sua popularização se deu em meio aos povos que ocupavam a Europa Central, cerca de 5 mil antes da era cristã, e foi muito popular entre a Idade Média e meados do século XIX. Nesta técnica as peças são unidas umas às outras por encaixes na extremidade e é possível montar e desmontar uma casa em enxaimel com muito mais facilidade do que uma casa de alvenaria. O município catarinense de Pomerode é conhecido como "A Cidade Mais Alemã do Brasil" e, como forma de fomentar o turismo, foi instituída a Rota do Enxaimel. É em Pomerode que se encontra a maior concentração de casas em enxaimel fora da Alemanha: são cerca de 50 casas ao longo de 16km. Essas antigas residências foram edificadas pelos antigos colonizadores das famílias de Felipe Wachholz, Hermann Jandre, Lindorf Lemke, Ovídio Siewert, Helmut Lümke, Carlos Krahn, Wily Zumach, Erwin Arndt, Ralf Hoeft, dentre outros.